# Гнуття

Гнуття: заготовка (внизу) і зігнута деталь (вгорі)

Гнуття́ — утворення чи зміна кутів між частинами заготовки або надання їй криволінійної форми.
Зазвичай гнуття виконується з використанням спеціальних машин (механізоване), а при виконані слюсарних робіт — може виконуватись вручну. Основними параметрами, що визначають вимоги до операції гнуття є кут загину α, товщина листа S і мінімальний внутрішній радіус r загину, а також властивості матеріалу обробки.

## Машинне гнуття

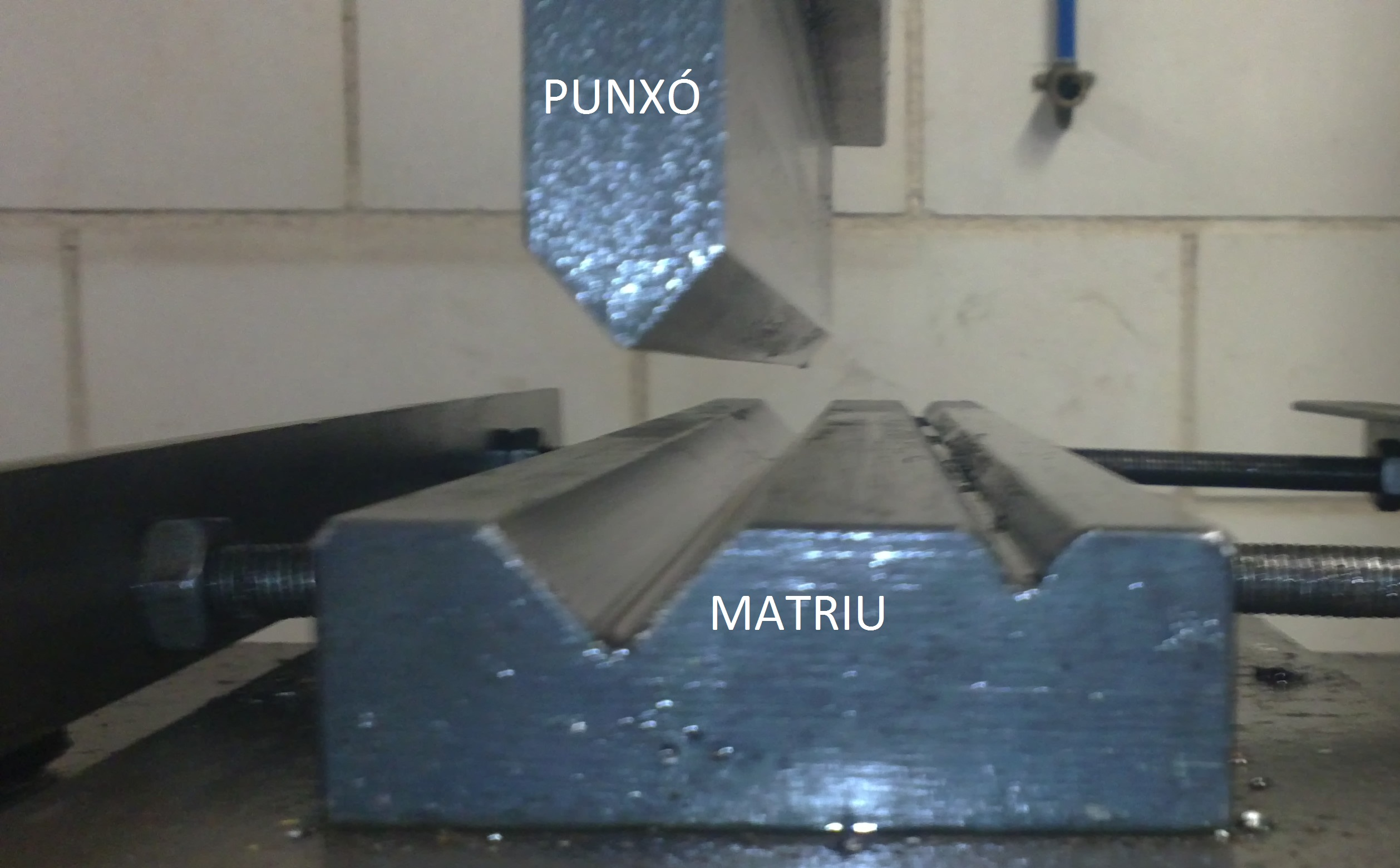
Пуансон і V-подібна матриця для гнуття листів металу

Анімація операції вільного гнуття

При машинному гнутті використовується V-подібна матриця у парі з пуансоном, що втискує лист у матрицю, формуючи згин із заданим кутом, радіусом загину на потрібній довжині.
При гнутті пластично деформується тільки ділянка заготовки в зоні контакту з пуансоном і зовнішні шари розтягуються, а внутрішні (обернені до пуансона) стискуються. При зніманні навантаження розтягнуті шари заготовки пружно стискуються, а стиснуті розтягуються, що приводить до зміни кута α, тобто до пружинення деталі, яке може зростати із збільшенням α і r/S, де r — внутрішній радіус загину, S — товщина листа. Це необхідно враховувати відповідною поправкою на кут гнуття α. Із зменшенням радіуса r заокруглення пуансона зростає ймовірність утворення тріщин, які ідуть від зовнішньої поверхні в товщину заготовки, тому в залежності від виду металу і його пластичності та кута загину мінімальне значення радіуса загині може становити rmin =(0,1÷5,0)S.
Ймовірність руйнування і величини rmin зменшуються, якщо шари заготовки при гнутті розтягуються вздовж волокон металу, а задирки після вирубки заготовок мінімальні і розміщені в зоні стиску, а не розтягу заготовки.
Розрізняють два основних методи гнуття:
- вільне гнуття — випадок гнуття, коли між листом і стінками матриці залишається повітряний зазор (найпоширеніший варіант);
- калібрування — у випадку, якщо лист повністю притиснутий до стінок матриці.

Зусилля вільного гнуття для сталі з границею міцності 420…450 Н/мм² на 1 метр згину може становити від 8 тс для товщини листа 1 мм і до 210 тс для товщини 20 мм. Такі дані для конкретного випадку наводяться у довідкових таблицях складених для різних матеріалів.

### Вільне гнуття
При вільному гнутті точність гнуття забезпечується не геометрією інструменту гнуття, а точністю ходу траверси преса із пуансоном. У сучасних пресах ця точність може досягати значення 0,01 мм, що забезпечує похибку кута загину до 0,5° для товщини матеріалу 4 мм.
Переваги вільного гнуття:
- висока гнучкість: без зміни інструменту можна отримати будь-який кут загину у проміжку між кутом розкриття V-подібної матриці і 180°;
- менші затрати на інструмент;
- менші (у порівнянні з калібруванням) зусилля гнуття.

Недоліки вільного гнуття:
- мала точність гнуття, особливо для тонколистового матеріалу;
- різниця у властивостях між листами матеріалу впливає на точність гнуття.

Виходячи з цього, слід дотримуватись наступних рекомендацій:
- вільне гнуття рекомендується застосовувати для листів товщиною більшою за 1,25 мм, для менших товщин слід використовувати калібрування;
- найменший внутрішній радіус гнуття повинен бути більшим за товщину листа, в іншому випадку слід обирати метод калібрування. Внутрішній радіус, що менший за товщину листа допускається лише для м'яких матеріалів, наприклад міді.

### Калібрувальне гнуття
Точніший метод гнуття, але менш універсальний. При цьому методі кут загину визначається зусиллям гнуття і інструментом для гнуття. Матеріал повністю затискається між пуансоном і матрицею а пружна деформація і різниця властивостей матеріалу практично не впливають на точність.
Розрахувати потрібне зусилля досить складно, зазвичай застосовують метод пробних згинів на випробувальному пресі, але зусилля при калібруванні може перевищувати зусилля вільного гнуття у 3-10 разів.
Переваги калібрування:
- точність кута загину практично не залежить від товщини листа і властивостей матеріалу;
- можливість досягнення малого внутрішнього радіуса;
- можливість гнуття складніших профілів, наприклад Z-подібних чи U-подібних;
- менші вимоги до точності ходу траверси преса.

Недоліки калібрування:
- значні зусилля згину, а отже і вищі вимоги до потужності преса;
- відсутність гнучкості: для кожного кута загину потрібно свій інструмент.

## Ручне гнуття
Ручне гнуття виконують в лещатах за допомогою молотка і різних пристосувань. Зусилля, яке необхідне при цьому докласти, і послідовність операцій при згинанні залежать від матеріалу, форми і поперечного перерізу заготовки. При цьому важливо правильно визначити розміри заготовки. Їх визначають за кресленням з урахуванням радіусів всіх вигинів. Найпростіше здійснювати гнуття тонкого (0,3…1 мм) листового металу. Щоб точно загнути деталь, її з двох сторін, аж до лінії загину, затискають дерев'яними брусками (оправками). Однією оправки в цьому випадку недостатньо, тому що заготовку, затиснуту в лещата тільки з однією оправкою, при загині краю веде вбік. Оправки повинні бути виготовлені з твердої деревини. Для загину користуються киянкою (дерев'яним молотком) або залізним молотком з гумовим ковпачком.
Заготовку разом з оправками затискають в лещата і поступово гнуть вздовж всієї кромки, завдаючи легких ударів молотком. Не рекомендується відразу загинати повністю окрему ділянку заготовки, інакше метал здеформується і кромка буде хвилястою. Товщина дерев'яних оправок повинна бути не меншою від 25…30 мм.
Гнуття металевого листа по радіусу роблять за допомогою шаблону з твердої деревини. При згинанні м'яких металів форма шаблону повинна точно відповідати формі виготовленої деталі. При згинанні пружних металів радіус кривини шаблону повинен бути трохи меншим ніж заплановано отримати у деталі, оскільки в цьому випадку лист пружинить.

## Інші види гнуття
Крім наведених вище методів, гнуття проводять в штампах для листового штампування, а також фігурними рамками, які мають обертовий рух і грають роль матриці, на згинально-профілювальних станах. Стрічки і смуги, послідовно проходячи через декілька пар роликів, перетворюються в зігнуті тонкостінні профілі, легкі, але жорсткі і достатньо міцні.
Для гнуття труб використовуються різноманітні механізовані пристосування (трубовигиначі) з роликами, у тому числі спеціальні трубозгинальні верстати з електро- чи гідроприводами.

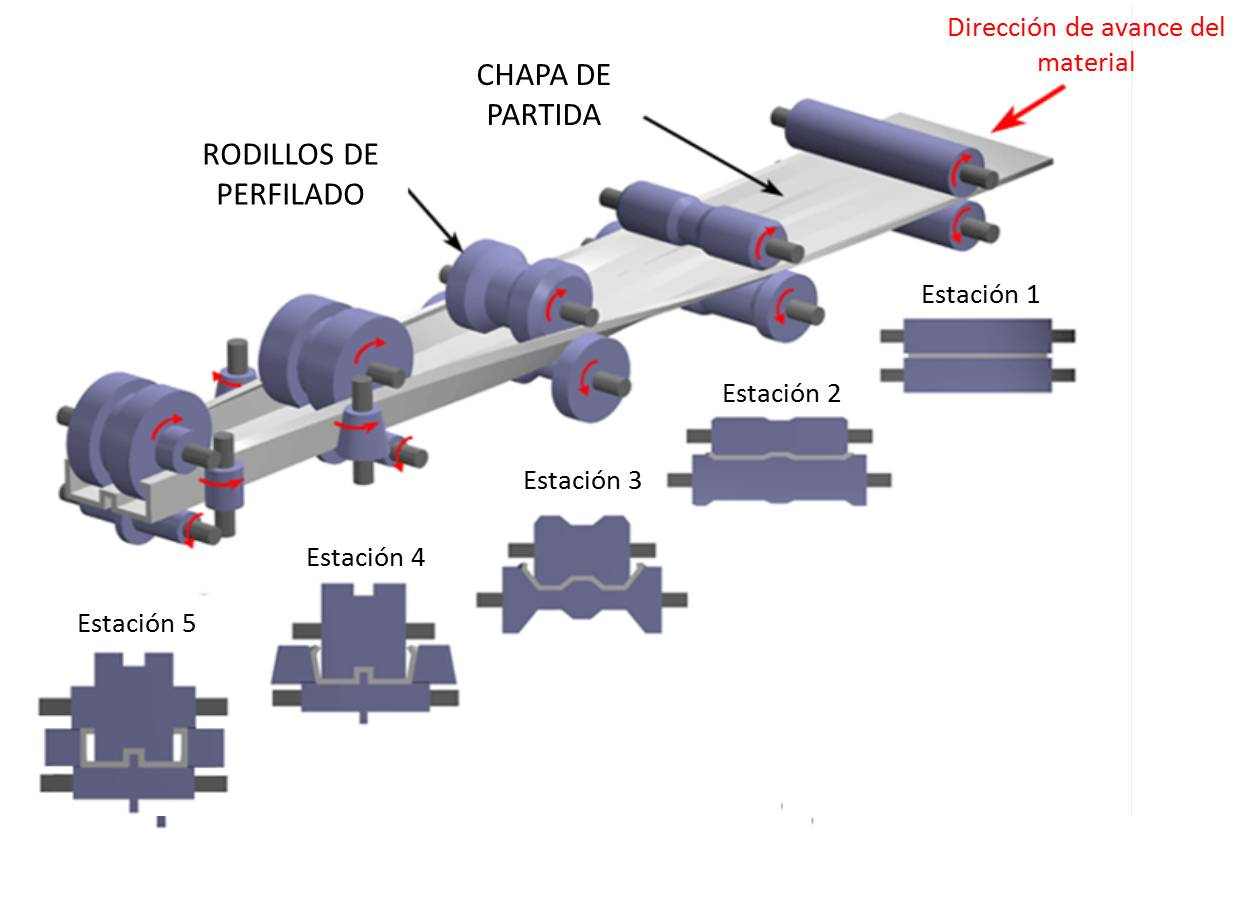
Гнуття профілю з використанням роликів
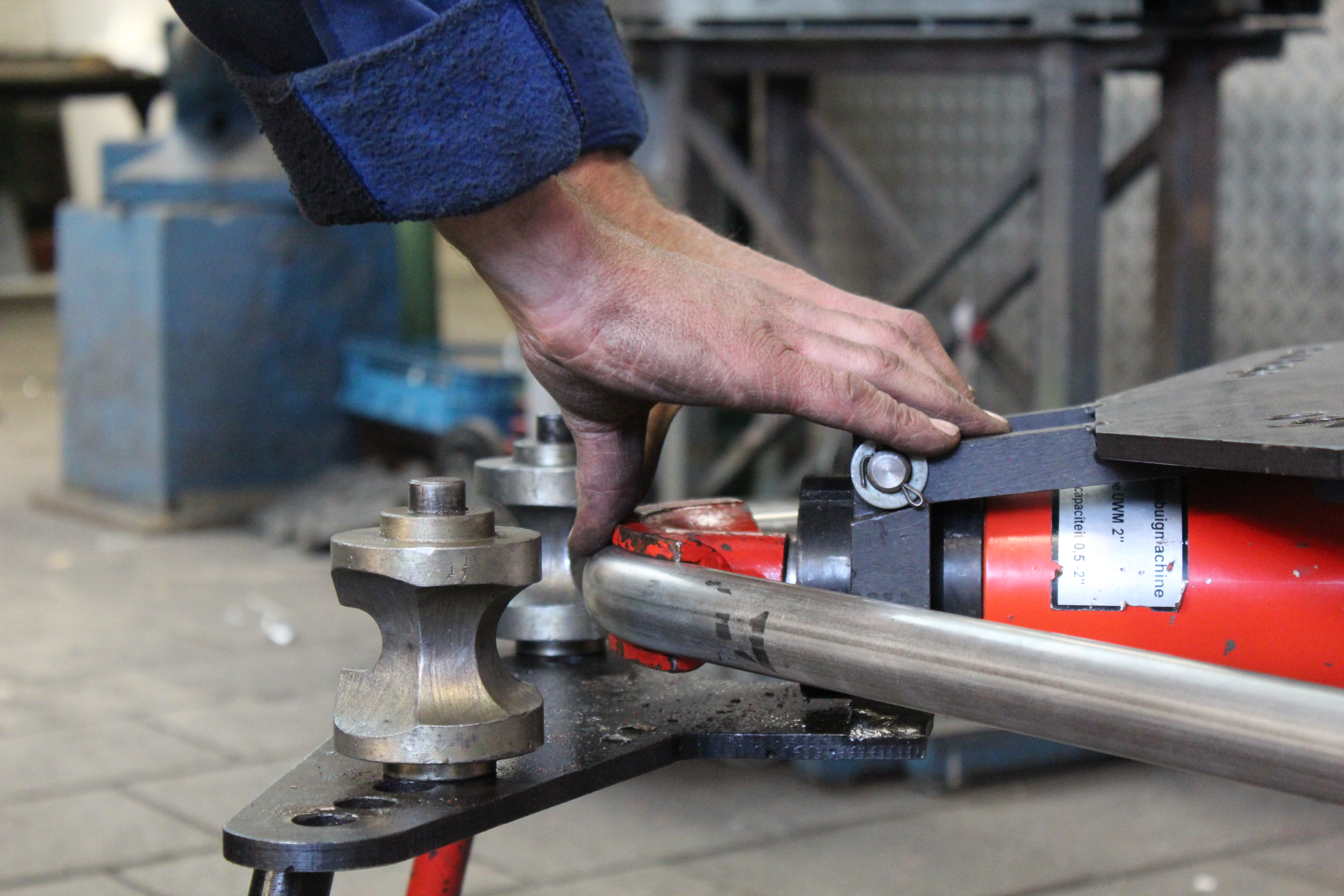
Механізований пристрій для гнуття труб
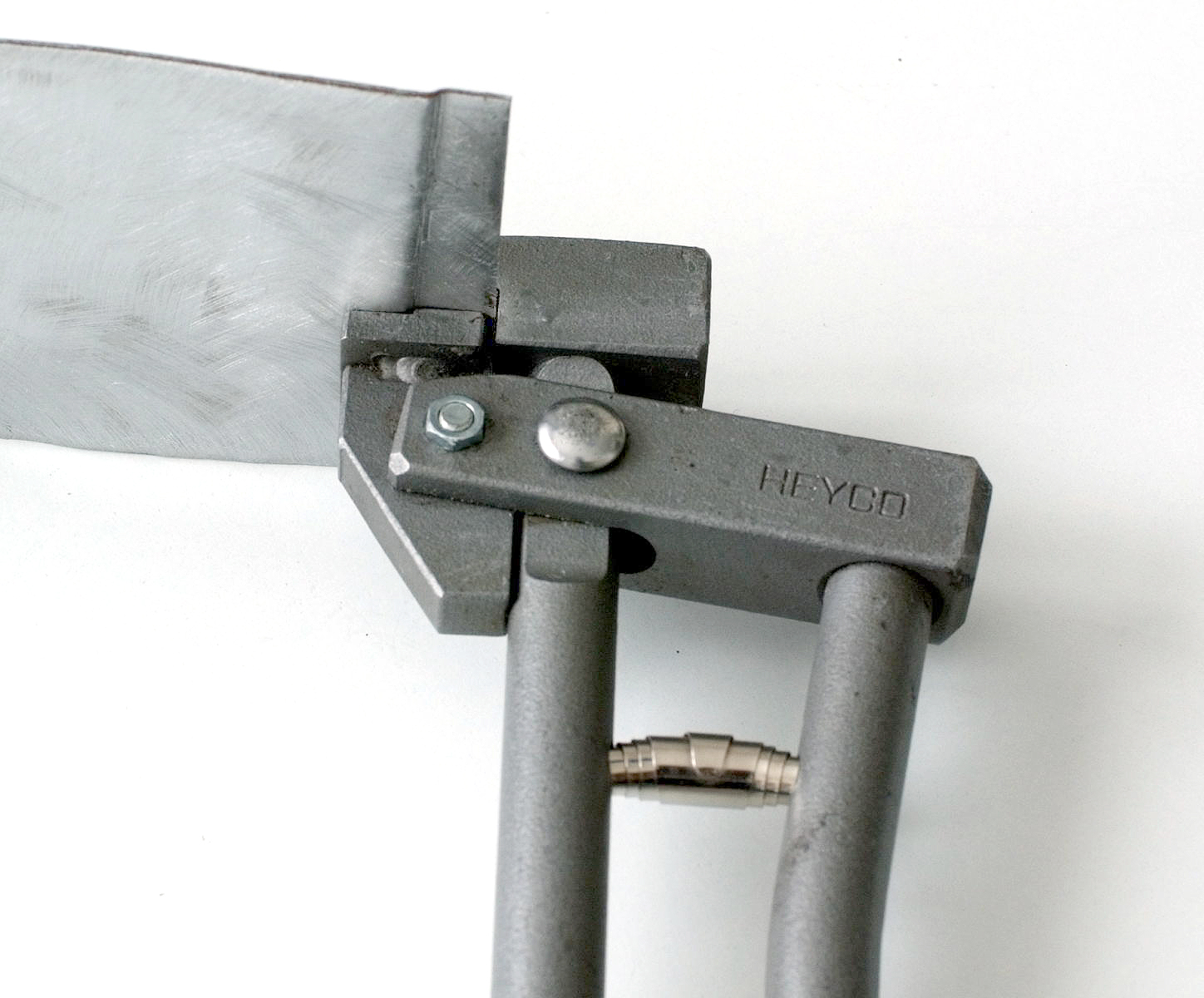
Інструмент для утворення вигину на краю листа
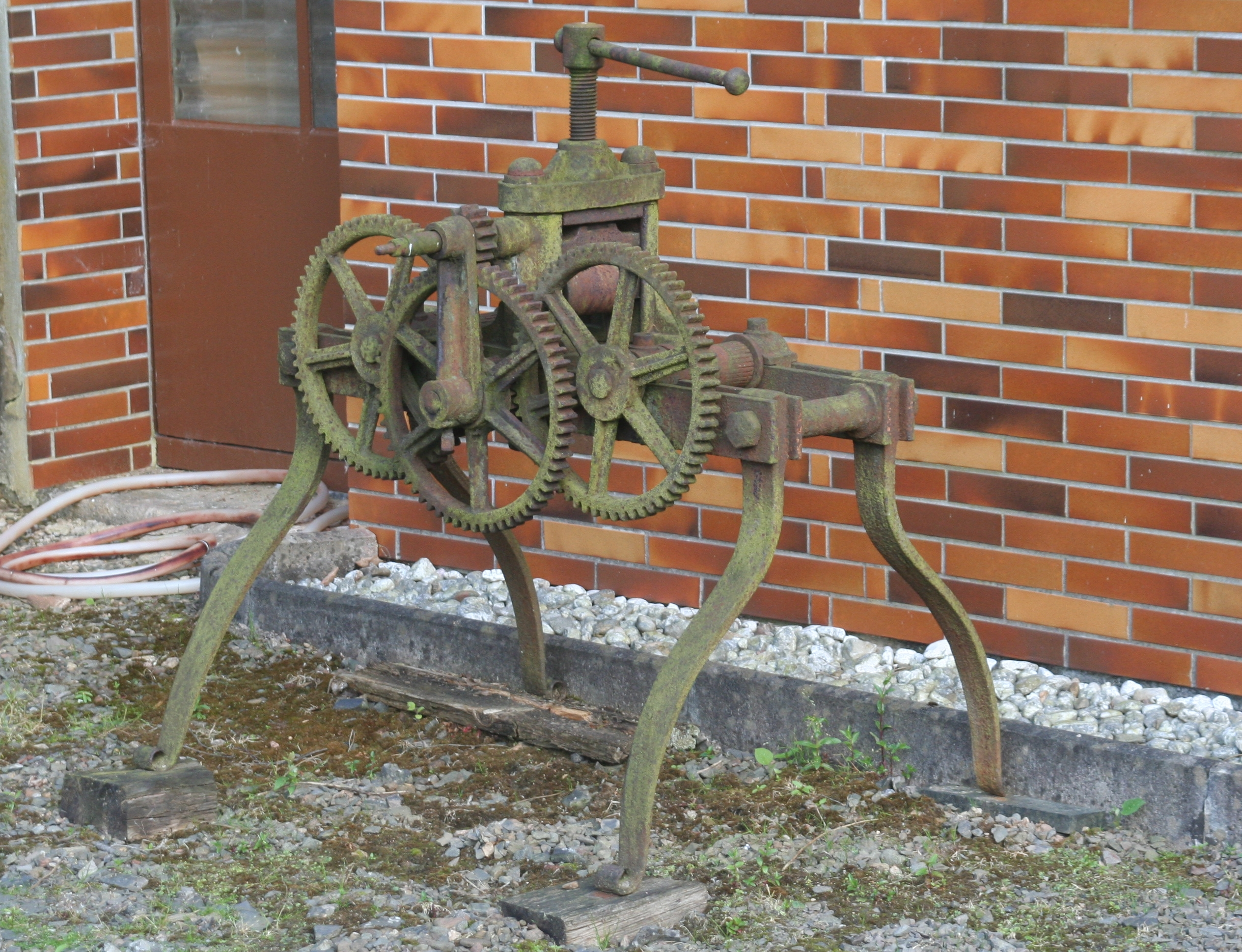
Ручний роликовий верстат для гнуття